# Nationalstadion, Warszawa

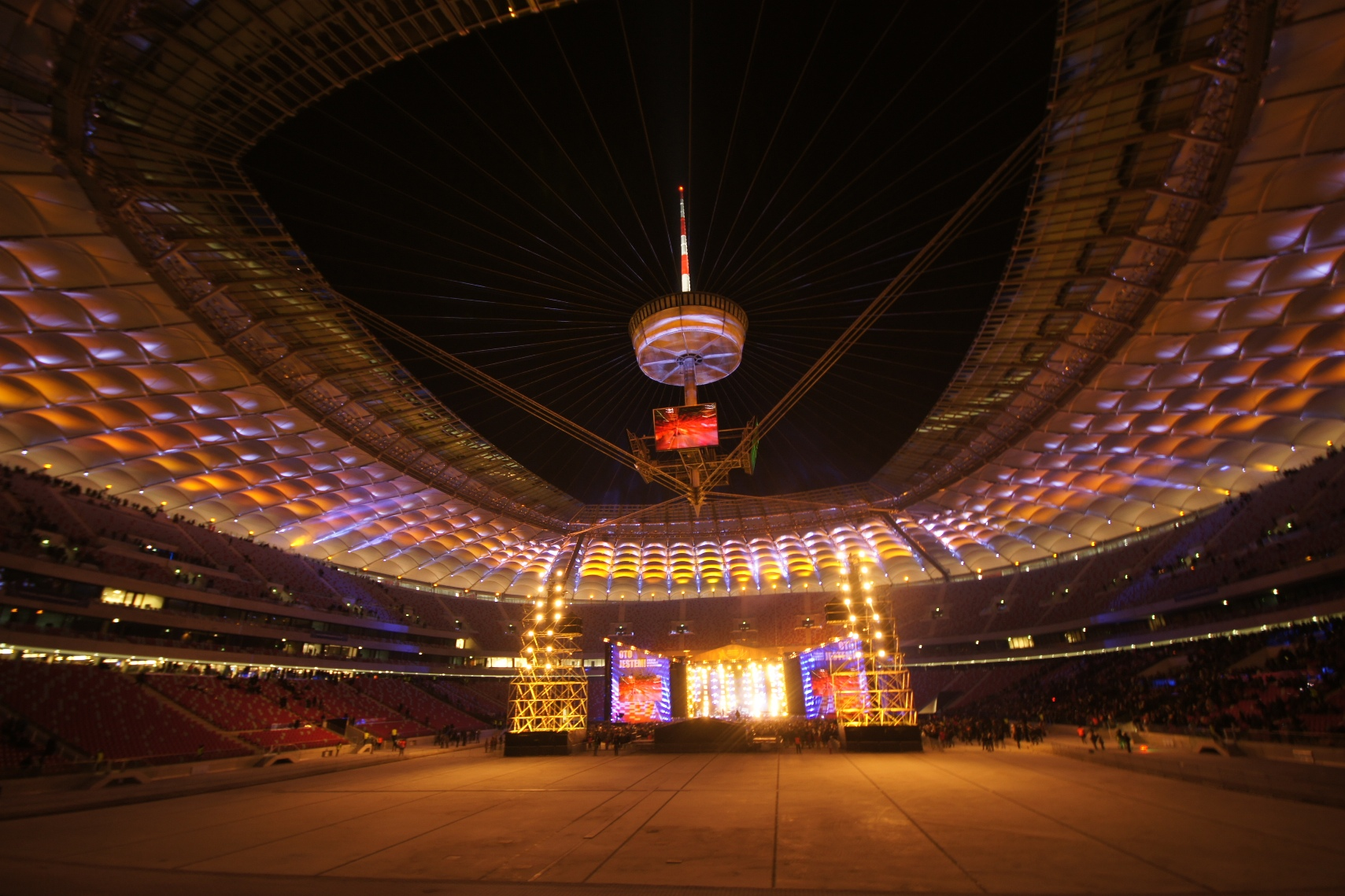
Invigningen av nationalstadion i januari 2012

Nationalstadion (polska: Stadion Narodowy w Warszawie) är en fotbollsstadion i Warszawa. Stadion står på samma plats som den gamla Dziesięcioleciastadion låg. 
Den nya stadion har en kapacitet på 58 500 åskådare. Konstruktionen inleddes år 2008 och bygget planerades att stå klart i juni 2011. Detta försköts dock och ett nytt mål sattes upp genom att vara klara den 29 november 2011. Stadion invigdes officiellt den 29 januari 2012. Nationalstadion stod värd för öppningsmatchen (en gruppmatch), ytterligare två gruppmatcher, en kvartsfinal samt en semifinal i europamästerskapet i fotboll 2012, som arrangerades av Polen och Ukraina.

### Fotnoter
1. ↑  Biskupski, Robert (7 oktober 2009). ”Fundamenty Narodowego wzmocnią gazety i bilon”. Życie Warszawy. Arkiverad från originalet den 25 februari 2012. https://web.archive.org/web/20120225024009/http://www.zyciewarszawy.pl/artykul/48,408569_Fundamenty_Narodowego_wzmocnia_gazety_i_bilon.html. Läst 8 maj 2011. (polska)